# Дахау (город)
Да́хау (нем. Dachau [ˈdaxaʊ], бав. Dåcha(u)) — город в Германии, на юге земли Бавария, в 17 км от Мюнхена. Дахау основан в VIII веке. В нём проживает около 40 тысяч жителей, работающих, в основном, в Мюнхене.

## География
Статус города Дахау получил 15 ноября 1933 года. После Второй мировой войны город рос в основном за счёт приехавших сюда переселенцев из Восточной Пруссии. Они создали целый квартал на востоке города. В результате этого роста Дахау 1 февраля 1973 года получил статус окружного центра.

## История
Первое упоминание о Дахау относится к 805 году. В этом году представитель старинного графского рода Эрханна подарил епископу Фрайзинга свои земли, расположенные в месте под названием Дахау. Местность, в которой расположен Дахау, сама по себе не была благоприятной: на юге — болота, на севере — лесистые холмы, но город оказался на главной дороге, связывавшей Аугсбург и Мюнхен. Это обстоятельство принесло Дахау привилегии и деньги, а также способствовало образованию здесь регулярных ярмарок. Первая из них упоминается в 1270 году. Город сильно пострадал во время Тридцатилетней войны: он был осаждён и разграблен шведскими войсками.

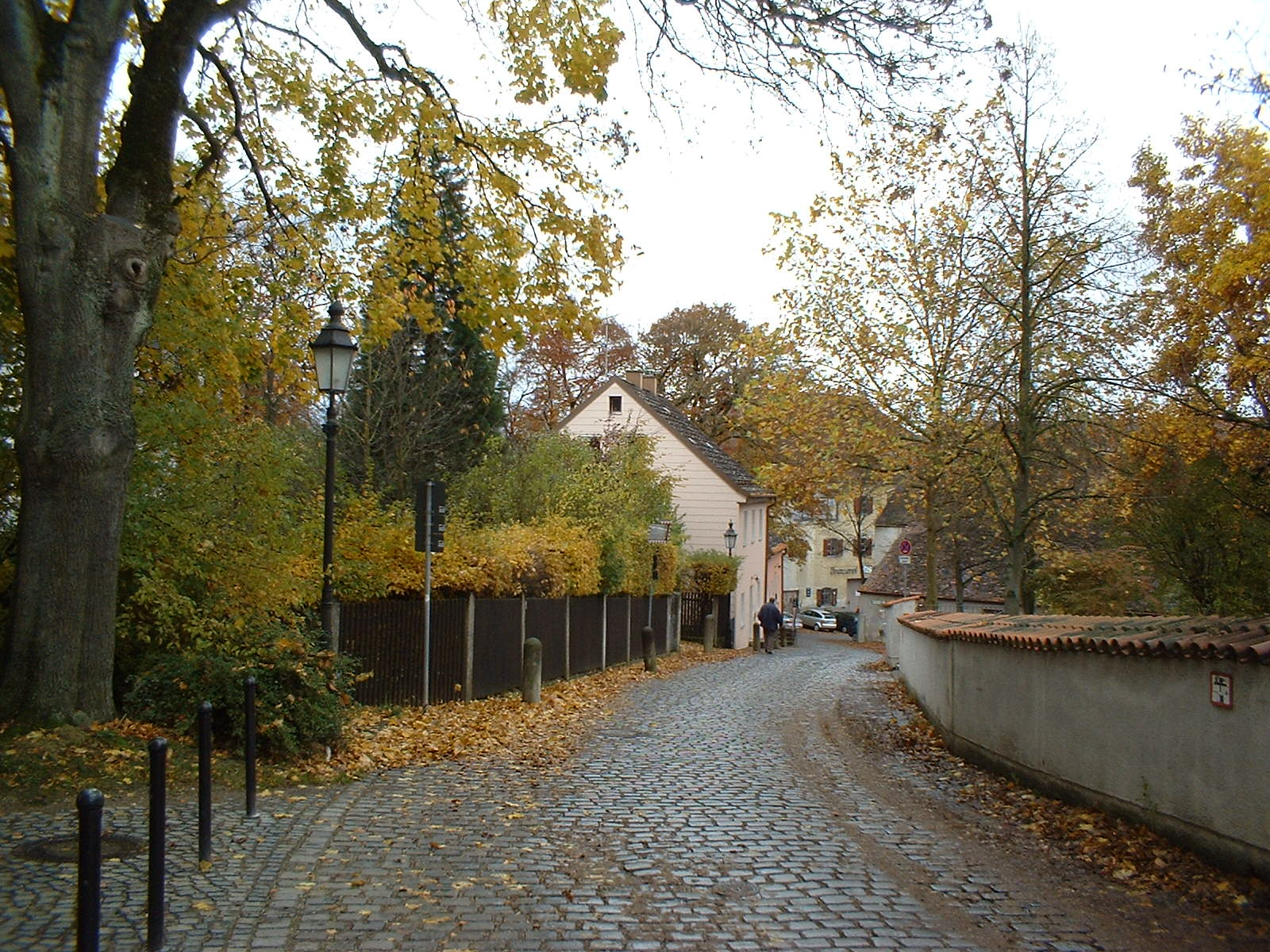
Дахау осенью 2002 года.

В XIX веке Дахау открыли для себя художники-пейзажисты. Болотистая местность в эпоху романтической живописи стала в пейзажной живописи популярной темой. Многие живописцы оставались здесь на постоянное место жительства. Постепенно в Дахау образовалась целая колония художников — наряду с Ворпсведе, одна из крупнейших в Германии. С Дахау навсегда остались связаны имена Карла Шпицвега, Макса Либермана, Людвига Диля и других известных живописцев. На рубеже XIX и XX веков здесь шутили, что каждый десятый пешеход на улицах города — художник.

## Концентрационный лагерь
Дахау известен первым большим концентрационным лагерем, основанным в 1933 году. Нацистская Германия держала здесь в заключении противников режима. Всего через лагерь прошли около 250 000 человек, из них около 70 000 погибли. После Второй мировой войны на месте лагеря создан мемориальный комплекс.